# Martin Truex Jr.
Martin Lee Truex Jr. (ur. 29 czerwca 1980 w Mayetcie, New Jersey) – amerykański kierowca wyścigowy, obecnie biorący udział w serii Monster Energy NASCAR Cup Series, ścigając się Toyotą Camry z numerem 78 dla zespołu Furniture Row Racing. Mistrz rozgrywek w sezonie 2017.

## Kariera

### Początki
Swoją karierę Truex Jr. rozpoczął od ścigania się gokartami. W 1999 roku wziął udział w swoich pierwszych zawodach organizowanych przez NASCAR, a mianowicie w wyścigu w Stafford Springs w serii NASCAR K&N Pro Series East. Nie wziął jednak udziału w samym wyścigu, gdyż nie udało mu się zakwalifikować. W latach 2000–2002 uczestniczył we wszystkich oprócz dwóch rund rozgrywek i zanotował trzy zwycięstwa. W 2003 roku na sześć wyścigów, do których przystąpił, wygrał dwa.

### NASCAR Xfinity Series
W 2001 roku Truex zadebiutował w serii Xfinity (wtedy znanej jako Busch Grand National Series) na torze w Dover, gdzie prowadził samochód wystawiony przez jego ojca, Martina Truexa Sr., i zajął 38. miejsce. W 2002 roku wystartował w czterech wyścigach, zaś po swoim pierwszym wyścigu w 2003 przyciągnął uwagę kierowcy NASCAR Cup Series, Dale'a Earnhardta Jr., który zaoferował mu miejsce w zespole Chance2 Motorsports. Z ekipą tą wziął udział w jeszcze dziewięciu wyścigach sezonu 2003, a także w pełnych sezonach 2004 i 2005. W obu zdobył sześć zwycięstw i sięgnął po dwa tytuły mistrzowskie z rzędu.
Po przeniesieniu się na stałe do Cup Series, Truex Jr. ograniczył swoje występy w Xfinity Series do kilku wybranych wyścigów na rok. Robił to do roku 2010, po którym nie wrócił już do niższej serii. W ciągu 10 lat, które w niej spędził, wziął udział w 103 wyścigach i wygrał 13.

### Monster Energy NASCAR Cup Series
Truex Jr. zadebiutował w Cup Series w 2004 roku, kierując Chevroletem Monte Carlo nr 1 dla Dale Earnhardt Inc. (zespołu, w którym ścigał się także Earnhardt Jr.). W owym roku wziął udział w dwóch wyścigach (w Atlancie i Homestead-Miami), a w następnym w siedmiu. Po swoich dwóch mistrzostwach w Xfinity Series zagwarantował sobie stałe miejsce w zespole w Cup Series. Swój pierwszy pełny sezon 2006 zakończył na 19. miejscu. W 2007 roku zanotował swoje pierwsze zwycięstwo w serii, wygrywając wyścig w Dover. Truex Jr. był kierowcą Dale Earnhardt Inc. do 2009 (w tym roku zespół przemianowany był na Earnhardt Ganassi Racing).
Po zakończeniu sezonu 2009, Truex Jr. przeszedł do zespołu Michael Waltrip Racing, gdzie ścigał się Toyotą Camry z numerem 56. W ciągu czterech sezonów z zespołem odniósł jedno zwycięstwo, w wyścigu na torze Sonoma Raceway w 2013 roku.
Od 2014 roku jest kierowcą zespołu Furniture Row Racing. W pierwszych dwóch latach ścigał się on Chevroletem SS o numerze 78. W samochodzie tym zdobył jedno zwycięstwo w Pocono w 2015 roku. Wtedy również zakwalifikował się do finałowej czwórki play-offów, dzięki czemu miał szansę zdobyć mistrzostwo w finałowym wyścigu w Homestead-Miami. Ostatecznie jednak zajął czwarte miejsce w klasyfikacji generalnej. Z początkiem sezonu 2016 zespół zmienił model samochodu na Toyotę Camry i nawiązał współpracę z Joe Gibbs Racing, jednym z czołowych zespołów NASCAR. Dzięki wsparciu drużyny, Truex Jr. zanotował aż cztery zwycięstwa w owym sezonie, lecz odpadł z play-offów po awarii silnika w Talladedze.
Rok 2017 był dla Truexa najlepszym w jego karierze. Zanotował wtedy osiem zwycięstw (najwięcej spośród wszystkich kierowców) i ponownie zakwalifikował się do finałowej czwórki walczącej o mistrzostwo. Przed rozpoczęciem play-offów zajmował pozycję lidera klasyfikacji, za co otrzymał nagrodę mistrza sezonu zasadniczego. W finałowym wyścigu na torze Homestead-Miami, Truex Jr. pokonał swoich rywali i zdobył pierwszy w swojej karierze tytuł mistrzowski Cup Series.

## Życie prywatne
Martin Truex Jr. wywodzi się z Mayetty w stanie New Jersey. Jego ojciec, Martin Truex Sr., również był kierowcą wyścigowym. W ciągu dziewięciu lat startów w NASCAR K&N Pro Series East wygrał jeden wyścig. Przed rozpoczęciem swej kariery wyścigowej, Truex Jr. pracował dla firmy spożywczej swojego ojca, dla której łowił małże. Młodszy brat kierowcy, Ryan, ściga się obecnie w NASCAR Camping World Truck Series.
Truex Jr. jest w wieloletnim związku z Sherry Pollex. W 2007 roku para założyła fundację Martin Truex Jr. Foundation, która wspiera dzieci chore na raka oraz kobiety z rakiem jajnika. Tę drugą chorobę zdiagnozowano w 2014 roku u Pollex. W tym samym roku Truex Jr. otworzył w swoim rodzinnym stanie Centrum Opieki Pediatrycznej Martina Truexa Jr.